# Лавр Корнилов
Лавр Георгијевич Корнилов (рус. Лавр Гео́ргиевич Корни́лов; Урск-Каменгорск, 18. август 1870 — код Јекатеринодара, 13. април 1918) је био руски генерал.
У Првом свјетском рату командује 48. дивизијом до заробљавања у мају 1915. Из заробљеништва бјежи 1916. У руској офанзиви јула 1917 (Офанзива Керенског) командује руском 8. армијом, а потом добија команду Југозападног фронта. Послије Фебруарске револуције у Русији, постављен је за врховног команданта војске 1. августа 1917. У септембру те године предузима неуспјешан напад на Петроград (Корниловљева побуна), који је у рукама револуционара. На Кавказу се почетком 1918. ставља на чело снага Бијеле (царске) Добровољачке армије. Погинуо је у борби са снагама Црвених (комуниста).